# Dominik Günther
Dominik Günther (* 1973 in Bonn) ist ein deutscher Theater- und Opern-Regisseur, Schauspieldozent und Autor.

## Regie
Günther studierte Sozialwissenschaften und Germanistik mit Schwerpunkt Theaterwissenschaften an der Universität Bielefeld. Schon während des Studiums arbeitete er als Regieassistent am Theater Bielefeld. Anschließend wechselte er in gleicher Position ans Thalia Theater in Hamburg und assistierte außerdem am Schauspiel Bonn. Seit 2005 arbeitet er als freier Regisseur und gründete unter anderem das „Neandertal Theater Hamburg“, dessen erste Inszenierung Yard Girl von Rebecca Prichard gleich vom Thalia Theater Hamburg eingeladen wurde.
Seitdem realisiert er Inszenierungen unter anderem an der Staatsoper Hamburg, am Thalia Theater Hamburg, am Deutschen Theater Berlin, am Theater Heidelberg, am Theater Junge Generation Dresden, am Landestheater Linz, am Theater Bern, am Theater Osnabrück, am Landestheater Tübingen, am Theater Magdeburg und am Theater Aachen. 2014 und 2015 arbeitete er auf Einladung des Goethe-Instituts am Jungen Staatstheater Hanoi in Vietnam.
Ab der Spielzeit 2021/22 ist er Oberspielleiter am Landestheater Tübingen.

## Dozent
Seit 2005 arbeitet Dominik Günther als Dozent für Szene und Rolle am Hamburger Schauspielstudio Frese.
Seit 2009 unterrichtet er für die Landesarbeitsgemeinschaft Spiel und Theater NRW e. V. als Dozent für Spiel und Regie.

## Autor
- Fürstengruft200/Schiller (2004)
- Das Dschungelbuch nach R. Kipling, Fassung (2009)
- Des Kaisers neue Kleider nach H. C. Andersen, Fassung (2011)
- Werther nach J. W. von Goethe, Fassung (2012)
- Timm Thaler nach James Krüss, Fassung (2013)
- I will be famous von Dominik Günther und Testsieger (2014)
- Im Osten nichts Neues von Dominik Günther und Testsieger (2015)
- Ring and Wrestling nach Richard Wagner von Dominik Günther und Leo Schmidthals (2018)
- Bombenhits68 von Dominik Günther und Testsieger (2019)

## Musik und Show
Dominik Günther singt und textet seit 1995 für die Glam-Punk-Entertainment-Band Nik Neandertal und moderiert eine Karaoke-Show. Außerdem gehört er zu den Gründungsmitgliedern der 2003 ins Leben gerufenen Hamburger Kiez-Kultveranstaltung Rock & Wrestling.

## Nominierungen und Preise
- 2008 wurde seine Inszenierung Hikikomori von Holger Schober am Thalia Theater Hamburg für den deutschen Theaterpreis Der Faust nominiert.
- 2009 gewann er den österreichischen Theaterpreis Stella und den bestOFFstyria-Sonderpreis der Jury in Graz mit seiner Inszenierung Clyde und Bonnie von Holger Schober.
- 2010 war seine Heidelberger Arbeit Frühlings Erwachen in der Fassung von Nuran David Calis zu den 17. Werkstatt-Tagen der Kinder- und Jugendtheater nach Leipzig eingeladen.
- 2011 folgte eine Einladung der Inszenierung zum Augen Blick Mal!-Festival in Berlin.

## Inszenierungen
2004/2005
- Fürstengruft200/Schiller von Dominik Günther, Theater Bielefeld
- Kick&Rush von Andri Beyeler, Thalia Theater Hamburg
- The name of the game, ein Projekt mit Jugendlichen von Dominik Günther, Thalia Theater Hamburg
- Yard Girl von Rebecca Prichard mit dem Neandertal-Theater Hamburg

2005/2006
- Das Wunder von St. Georg von Peer Paul Gustavsson, Thalia Theater Hamburg
- Salzwasser von Conor McPerson, mit dem Neandertal-Theater Hamburg
- I wanna be a star, ein Projekt mit Jugendlichen von Dominik Günther, Thalia Theater Hamburg
- Don Juan kommt aus dem Krieg von Ödön von Horváth, Abschlussinszenierung am Hamburger Schauspielstudio Frese

2006/2007
- Warum das Kind in der Polenta kocht von Aglaja Veteranyi, Theater Unikate/Hamburg
- Hikikomori von Holger Schober, Thalia Theater Hamburg
- Die Zofen von Jean Genet, Rheinisches Landestheater Neuss
- Momo von Michael Ende, Theater Lübeck
- chatroom, ein Projekt mit Jugendlichen von Dominik Günther, Thalia Theater Hamburg

2007/2008
- Motortown von Simon Stephens, Rheinisches Landestheater Neuss
- Der Zauberer von Oz nach L. F. Baum, Staatstheater Braunschweig
- Und das da ist das Überdruckventil von Gerhard Meister, Stadttheater Bern
- Aufzeichnungen aus dem Kellerloch von F. M. Dostojewski, Stadttheater Bern
- Versuchung von Carles Battles, Städtische Bühnen Krefeld/Mönchengladbach

2008/2009
- Torquato Tasso von J. W. von Goethe, Rheinisches Landestheater Neuss
- The homefront von Enda Walsh, Städtische Bühnen Krefeld/Mönchengladbach
- Endstation Sehnsucht von T. Williams, Rheinisches Landestheater Neuss
- Clyde und Bonnie von Holger Schober, Dschungel Wien

2009/2010
- Genannt Gospodin von Philipp Löhle, Theater Lübeck
- Das Dschungelbuch nach R. Kipling in einer Fassung von Dominik Günther, Landestheater Linz
- heimat.com von Holger Schober, Theater Heilbronn
- Frühlings Erwachen von N. D. Calis, Theater Heidelberg
- Emilia Galotti von G. E. Lessing, Theater Junge Generation Dresden
- Männer von Franz Wittenbrink, Theater Erlangen

2010/2011
- Kaspar Häuser Meer von Felicia Zeller, Stadttheater Bern
- Supermann ist tot von Holger Schober, Theater Heilbronn
- und sie dreht sich doch von Holger Schober, Theater Heidelberg
- Benefiz – Jeder rettet einen Afrikaner von Ingrid Lausund, Theater Heilbronn
- Des Kaisers neue Kleider nach H. C. Andersen in einer Fassung von Dominik Günther, Schlossfestspiele des Theaters Heidelberg

2011/2012
- Werther nach Goethe in einer Fassung von Dominik Günther, Theater Junge Generation Dresden
- Du bist dabei! von Holger Schober, Deutsches Theater Berlin
- Immer noch Sturm von Peter Handke, Badisches Staatstheater Karlsruhe
- Verrücktes Blut von Erpulat/Hillje, Badisches Staatstheater Karlsruhe
- Die Präsidentinnen von Werner Schwab, Stadttheater Bern

2012/2013
- Tschick nach Wolfgang Herrndorf, Theater Magdeburg
- Clyde und Bonnie/Reborn von Holger Schober, Theaterland Steiermark und Dschungel Wien
- Der Vorname von Alexandre de La Patellière und Matthieu Delaporte, Badisches Staatstheater Karlsruhe
- Timm Thaler nach James Krüss in einer Fassung von Dominik Günther, Theater Junge Generation Dresden
- Max’NMorizz feat. Texta, ein musikalisches Projekt von Dominik Günther zur Eröffnung des neuen Musiktheaters Linz

2013/2014
- Woyzeck von Georg Büchner, Theater Magdeburg
- Rio Reiser – König von Deutschland von Heiner Kondschak, Opernhaus des Badischen Staatstheaters Karlsruhe[2]
- Three Kingdoms von Simon Stephens, Theater Osnabrück
- Die Dinge meiner Eltern[3] von und mit Gilla Cremer, Hamburger Kammerspiele
- I will be famous von Dominik Günther und Testsieger, Theater Junge Generation Dresden

2014/2015
- Der kaukasische Kreidekreis von Bertolt Brecht, Junges Staatstheater Hanoi/Vietnam[4]
- Der Menschenfeind[5] von Molière, Theater Aachen
- Miss Sara Sampson von Gotthold Ephraim Lessing, Landestheater Tübingen
- Im Osten nichts Neues von Dominik Günther und Testsieger, Theater Osnabrück

2015/2016
- Welcome to Astoria, Eine Rap & Live-Comic-Performance mit der HipHop-Band Texta und Lukasz Aleksander Glowacki aka Mamut, frei nach Jura Soyfers Astoria von Dominik Günther und Franz Huber, Neues Musiktheater Linz
- Vom Fischer und seiner Frau nach den Gebrüdern Grimm, Junges Staatstheater Hanoi/Vietnam und Theater junge Generation Dresden
- Demian von Hermann Hesse in einer Fassung von Dominik Günther und Stefan Schnabel, Landestheater Tübingen
- Die Radikalisierung Bradley Mannings von Tim Price, Theater Aachen

2016/2017
- Geächtet von Ayad Akhtar, Deutsches Theater Göttingen
- Soulkitchen von Fatih Akin, Landestheater Tübingen
- Der eingebildete Kranke von Molière, Theater Greifswald
- Freundschaft von und mit Gilla Cremer, Hamburger Kammerspiele

2017/2018
- Die Physiker von Friedrich Dürrenmatt, Theater Erlangen
- Schöne neue Welt von Aldous Huxley, Landestheater Tübingen
- Die Räuber nach Friedrich Schiller, Monsun-Theater Hamburg
- Ring and Wrestling nach Richard Wagner von Dominik Günther und Leo Schmidthals, Staatsoper Hamburg[6]

2018/2019
- Sophia, der Tod und Ich von Thees Uhlmann, Landestheater Tübingen
- Der Steppenwolf von Hermann Hesse, Nationaltheater Mannheim[7]
- Was man von hier aus sehen kann von Mariana Leky, Hamburger Kammerspiele
- Zürcher Wunderland Folge 2 von Mathias Reiter, Höflikeller, Regensberg

2019/2020
- Der gute Mensch von Sezuan von Bertolt Brecht, Landestheater Tübingen
- Der nackte Wahnsinn von Michael Frayn, Hessisches Landestheater Marburg